# Tanjung Langkat
Tanjung Langkat is een bestuurslaag in het regentschap Langkat van de provincie Noord-Sumatra, Indonesië. Tanjung Langkat telt 3432 inwoners (volkstelling 2010).